# Barbara Lyon
Barbara Bebe Lyon (Hollywood, California; 9 de septiembre de 1931 – Londres, Inglaterra; 10 de julio de 1995) fue una actriz y cantante de música popular, nacida en los Estados Unidos pero que desempeñó la mayor parte de su carrera en el Reino Unido.

## Biografía
Sus padres, Ben Lyon y Bebe Daniels, eran actores de Hollywood con carreras iniciadas en la era del cine mudo y prolongadas hasta la década de 1930.
En los inicios de la Segunda Guerra Mundial, Ben Lyon se sumó a la Royal Air Force y, aunque la familia volvió más adelante a los Estados Unidos, hicieron del Reino Unido su hogar de adopción. En este país tuvieron, desde finales de la década de 1940 hasta 1961, un programa radiofónico en la BBC, Life With The Lyons. Ben, Bebe, Barbara, y el hermano de Barbara, Richard, actuaron como ellos mismos en este programa (quizás inspirado por el éxito en Estados Unidos de The Adventures of Ozzie and Harriet, show también interpretado por una familia de la vida real), dándose a conocer entre el público británico.
En la década de 1950, tanto Barbara como Richard empezaron sus propias carreras independientes. Richard llegó a grabar un single, aunque se dedicó principalmente a la actuación, mientras que Barbara hacía lo contrario. Hizo algunas actuaciones como actriz, pero su mayor popularidad fue debida a su faceta de cantante, con dos éxitos en la UK Singles Chart.
Sin embargo, no consiguió ningún otro hit, por lo que finalmente se dedicó a la actuación y a participar en concursos, tanto en el Reino Unido como en los Estados Unidos. Lyon tuvo su propio programa televisivo, aunque de corta vida, Dream Time With Barbara (1955), en el cual también cantaba, casándose al año siguiente con el productor del programa, Russell Turner. El matrimonio tuvo poca duración, y en 1968 se casó con un contable, Colin Burkitt, con el que tuvo un hijo, y del cual también se divorció. Sus últimas actuaciones tuvieron lugar como artista invitada en los programas televisivos de 1962 McHale's Navy y My Three Sons.
Sus últimos años no fueron felices. Olvidada y atenazada por problemas físicos y financieros, falleció a causa de una hemorragia cerebral en el Hospital West Middlesex, en Isleworth, Londres (Inglaterra), en 1995, a los 63 años de edad.

## Discografía
- "Stowaway" (1955) - Columbia - UK Singles Chart #12
- "Letter to a Soldier" (1956) - Columbia - UK #27[2]